# 日本陶業
日本陶業株式会社（にほんとうぎょう）は、かつて愛知県常滑市陶郷町4丁目に本社を置き、衛生陶器・洗面化粧台の開発・製造・販売、各種住宅設備機器の販売を行っていた企業。
東京都中央区日本橋箱崎町に本社を置き、タイルや煉瓦での外壁や内装の仕上げを主に行う「株式会社日本陶業」（1904年創業）とは無関係。

## 概要
1917年（大正6年）3月11日に、伊奈製陶所（株式会社INAXの前身）を興した伊奈初之丞の弟である伊奈伍助により、愛知県知多郡常滑町（現在の常滑市）にタイルやテラコッタを製造するメーカーとして日本陶業合資会社が設立され、1920年（大正9年）に株式会社に改組した。1989年（平成元年）にはINAXに買収されてその子会社となるが、INAXグループ全体の生産体制見直しの一環として、2008年（平成20年）をもって生産を中止し、解散した。

## 沿革
- 1917年（大正6年）3月11日 - 伊奈伍助がタイル・テラコッタ製造販売メーカーとして日本陶業合資会社を設立[4]。
- 1920年（大正9年） - 日本陶業株式会社に組織変更[4]。
- 1938年（昭和13年） - 衛生陶器の製造、販売を開始[4]。
- 1939年（昭和14年） - 鉄道省の指名工場となる[4]。
- 1965年（昭和40年） - 衛生陶器JIS表示許可工場となる[4]。
- 1970年（昭和45年）
  - 月日不明 - 洗面化粧台の製造、販売を開始[4]。
  - 月日不明 - 三重工場を三重県安芸郡芸濃町椋本(現・三重県津市)に開設[5]。
- 1977年（昭和52年） - 洗面化粧台が建設省有料住宅部品に認定[4]。
- 1986年（昭和61年） - トンネル窯（新鋭85m）を新設[4]。
- 1989年（平成元年） - 株式会社INAXが買収し、同社の100%子会社となる[6]。
- 2008年（平成20年）9月 - 生産を終了し、解散した[7]。

## 事業所
- 本社（本社工場）：愛知県常滑市土理野毛（後の陶郷町）
- 東京出張所：東京都中央区日本橋箱崎町4-38